# Travis Mayweather
Travis Mayweather är en fiktiv rollfigur i TV-serien Star Trek: Enterprise, som spelas av Anthony Montgomery.

## Biografi
Han är Enterprises pilot och har rymden i blodet. Han är född på familjens lastskepp Horizont någonstans mellan Alpha Centauri och Arcturis Prime. Några av hans bedrifter är att vara den första människa att gå på en komet och att köra ett rymdskepp i warp 5.